# Leonardo Balerdi
Leonardo Julián Balerdi Rosa (* 26. Januar 1999 in Villa Mercedes) ist ein argentinischer Fußballspieler. Der Abwehrspieler steht bei Olympique Marseille unter Vertrag und ist A-Nationalspieler.

## Karriere

### Im Verein
Balerdi begann mit sechs Jahren bei Sportivo Pueyrredón mit dem Fußballspielen. Als 14-Jährigen nahm ihn der Hauptstadtklub Boca Juniors unter Vertrag, nachdem deren Scout Horacio García den jungen Verteidiger gesichtet hatte. Nach seiner Ausbildung wurde Balerdi im Sommer 2018 von Cheftrainer Guillermo Barros Schelotto in die erste Mannschaft berufen und debütierte dort im Profibereich.
Wenig später wurde der deutsche Bundesligist Borussia Dortmund auf den 19-Jährigen aufmerksam und sah vor, diesen im Sommer 2019 zu verpflichten. Angesichts der längerfristigen Verletzungen der Innenverteidiger Dan-Axel Zagadou und Manuel Akanji entschloss sich Sportdirektor Michael Zorc, den Transfer bereits in der Winterpause der Saison 2018/19 zu vollziehen. Gleich nach deren Rückkehr aus dem Trainingslager im spanischen Marbella stieß der Argentinier zur Mannschaft. Erstmals zum Einsatz kam Balerdi für die zweite Mannschaft in der Regionalliga West. Beim 0:2 am 27. Spieltag gegen die zweite Mannschaft des 1. FC Köln debütierte er, eine Woche später konnte der Verteidiger gegen den TV Herkenrath seinen ersten Treffer verbuchen. Im August 2019 gewann Balerdi seinen ersten Titel mit dem Verein, als der Doublesieger der Vorsaison, der FC Bayern München, mit 2:0 im DFL-Supercup besiegt wurde. Am 14. Spieltag der Saison 2019/20 stand der Abwehrspieler beim 5:0-Heimsieg über Fortuna Düsseldorf nach einer Einwechslung erstmals in der Bundesliga auf dem Platz. Es folgten sechs weitere Kurzeinsätze im zentralen Mittelfeld, wohingegen der Argentinier im letzten Saisonspiel den verletzten Akanji in der Innenverteidigung von Beginn an ersetzte und mit Dortmund erneut Vizemeister wurde.
Für die Saison 2020/21 wurde ein Leiharrangement mit dem französischen Erstligisten Olympique Marseille vereinbart. Balerdi bildete häufig mit Duje Ćaleta-Car oder Álvaro González die Innenverteidigung eines Viererverbunds, wich aber vereinzelt auch ins defensive Mittelfeld oder auf die linke Außenbahn aus. Als linker Außenverteidiger erbrachte der Argentinier im Nachholspiel des 1. Spieltags für Trainer André Villas-Boas ungenügende Leistungen, zeigte sich konzentrations- und zweikampfschwach, weshalb er die folgenden fünf Pflichtspiele auf der Bank saß. Nach seiner Rückkehr gelang ihm sein erster Treffer für Marseille, als er den Siegtreffer gegen den FC Lorient erzielte. Einen weiten Freistoß aus dem Halbfeld, der bis an den zweiten Pfosten gelangte, konnte er trotz des Versuchs einer Handabwehr des gegnerischen Torwarts aus spitzem Winkel per Kopf verwandeln. Im darauffolgenden Ligaspiel bei Racing Straßburg hatte Balerdi hingegen mit seinen Defensivleistungen einen erheblichen Anteil an einem weiteren Zu-Null-Sieg. Wenige Tage später verschuldete der junge Verteidiger hingegen beide Treffer beim 0:2 gegen den FC Porto in der Champions League – die 13. Niederlage in Folge für Olympique in diesem Wettbewerb – und musste nach 70 Minuten mit Gelb-Rot vom Feld; in seiner Abwesenheit stoppten seine Teamkameraden mit einem Sieg gegen Olympiakos diese Negativserie. Bis Januar 2021 war der Argentinier so erneut nur Zuschauer, auch Villas-Boas bezeichnete das Porto-Spiel im Anschluss als Chance, die der 21-Jährige nicht genutzt hatte.
Zusätzlich zur sportlichen Misere litt der Vorjahresvizemeister an finanziellen Problemen, ein vereinsinterner Tiefpunkt war erreicht, als Olympique-Ultras das Vereinsgelände stürmten und Angestellte sowie Spieler bedrohten. Unter anderem aufgrund dieser Vorfälle verließ Villas-Boas im Februar 2021 den Verein, auf ihn folgte Balerdis Landsmann Jorge Sampaoli. Unter diesem verbesserte sich die allgemeine Teamleistung wieder und Balerdi stand als zentraler Innenverteidiger in einer Dreierkette ab dem 28. Spieltag in elf von zwölf Ligapartien über die volle Spielzeit auf dem Platz, steigerte die Quote seiner abgefangenen Bälle sowie Balleroberungen. Der Argentinier wurde mit Olympique Tabellenfünfter, was zur Teilnahme an der Europa League berechtigte, in den Top 6 hatte das Team allerdings die meisten Gegentreffer hinnehmen müssen. Nach Ablauf des Leihvertrags zogen die Franzosen eine in selbigem enthaltene Kaufoption und verpflichteten den Spieler fest.

### In der Nationalmannschaft
Balerdi kam bereits für die U20 seines Heimatlandes zum Einsatz. Mit ihr nahm er Anfang 2019 an der U20-Südamerikameisterschaft in Chile teil, die auch als Qualifikation zur U20-Weltmeisterschaft 2019 diente. Nach einer in seinem einzigen Spiel im Wettbewerb zugezogenen Gesichtsverletzung schied Balerdi aus dem Turnierkader aus. Am Ende wurde Argentinien Zweiter hinter dem erstmaligen Südamerikameister Ecuador und qualifizierte sich für die WM in Polen, bei der Balerdi allerdings nicht im Kader stand.
Im September 2019 wurde der Abwehrspieler erstmals für die A-Auswahl Argentiniens nominiert und kam in einem Freundschaftsspiel gegen Mexiko zu seinem A-Länderspieldebüt.

## Erfolge
Borussia Dortmund
- DFL-Supercup-Sieger: 2019 (ohne Einsatz)